# Место, где свет
«Ме́сто, где свет» — восьмой  студийный альбом рок-группы «Машина времени», изданный в 2001 году компанией «Sintez Records».
Альбом представляет собой музыкальный эксперимент, поскольку его звук, по единодушному признанию музыкантов, публики и критики, не характерен для творчества группы.
Является первым альбомом, в создании которого принял участие Андрей Державин как в качестве автора (музыка к песне «Крылья и небо»), так и в качестве клавишника и аранжировщика. По предложению Державина в процессе записи активно применялись наиболее современные на тот момент технологии звукозаписи.

## История
История альбома во многом совпала с приходом в группу Андрея Державина. На репетициях вначале был «восстановлен» музыкальный материал, который ранее играл Пётр Подгородецкий, а затем начались поиск и создание новых тем.
В итоге был изменён сам подход к записи песен. Так, в процессе записи трёх предыдущих альбомов музыканты старались максимально приблизить студийный звук к тому, который до того уже был «отработан» на концертах. В новом альбоме, наоборот, изначально создавались именно «студийные» варианты песен, с использованием большого количества инструментов и многократными компьютерными обработками и сведением. После этого группа работала уже над тем, каким образом вынести это студийное звучание на сцену. К моменту начала записи альбома на концертах было обыграно, по свидетельству Макаревича, всего «две или три вещи».
Андрей Макаревич о работе над альбомом:
«Впервые было такое соотношение по времени. Запись — то есть это когда музыканты в студии играют и поют непосредственно, — заняла, наверное, процентов десять времени. Девяносто процентов заняла вся остальная работа. Над этим материалом колдовали, его обрабатывали, и впервые это было так кропотливо и так долго».
«Мы стали вместе с ним [Державиным] что-то придумывать, и я понял, что мы долгое время просто не пользовались очень большим звуковым арсеналом — во многом из-за того, что Петр Подгородецкий был человеком ленивым. Его подход к музыке был, скажем так, кабацким... А Андрюшка не такой. Он сидит у себя на студии дома и все время роет какие-то звуки, какие-то штуки. И параллельно делает ещё массу всяких вещей... Так что получилось все само собой, самым естественным образом».
По свидетельству Макаревича, именно Державин «предложил много красок, которые <...> до этого не использовали».
Андрей Державин о своем участии в записи:
«... Закончилась история моих сольных выступлений, и я сидел в студии и писал какую-то музыку просто для себя. Кое-что из тех наработок потом пригодилось и в «Машине времени». <...> Я на ходу вливался в сыгранный коллектив, подстраивал свои инструменты, программировал какие-то звуки. <...> У меня своя студия, и когда <...> мы записывали первый альбом «Машины времени» с моим участием, я сидел в ней в течение трех месяцев часов по 14 в день».

«Некоторые перенасыщают свою музыку всевозможными техническими штучками, потому что в самой музыке ничего нет. Мне кажется, у нас очень хорошие стихи и очень хорошие мелодии. Я только старался соблюдать разумный баланс, чтобы не испортить, а только лишь добавить красок».
Александр Кутиков о работе над альбомом:
«... На этом альбоме, как никогда, было много совместных работ, и в смысле продюсирования тоже. Практически все песни предварительно проходили редакцию на студии у Андрея Державина. Пришлось несколько раз пересводить некоторые песни, прежде чем мы добились того звучания, которое в большей степени понравилось всем. <...> При всей серьезной компьютерной работе мы не хотели потерять ту естественность звучания, которая всегда была присуща «Машине времени».
Подготовка к записи началась в январе 2001 года, сам процесс записи альбома занял период до июля 2001 года, при этом этап записи «живьем» занял непродолжительный период времени.
В июле 2001 года был издан сингл под названием «Звёзды не ездят в метро», содержавший четыре песни из будущего альбома. В начале осени на заглавную песню альбома был снят видеоклип, автором сценария и продюсером которого выступил сам Макаревич. (Изначально у группы были планы снять клип и на другую песню, но в итоге эти планы реализованы не были .)
В октябре в эфире радиостанции «Наше радио» группа провела интервью-презентацию нового альбома, в ходе которой музыканты рассказали предысторию создания и записи отдельных песен.
Презентация новой программы состоялась 1 ноября 2001 года в ГЦКЗ «Россия».

## Название альбома
Изначально в качестве рабочего названия для альбома рассматривалось «Спиной к концу света». Однако позже альбом получил название по заглавию одноименной песни. В интервью радиостанции «Эхо Москвы» Макаревич прокомментировал смысл такого названия следующим образом: «Место, где свет» — это соединение человеческого с божественным».

## Список композиций
Автор всех песен, кроме отмеченных — А. Макаревич.
1. Утренний ангел пустых бутылок 05:22
2. Иногда я пою (Е. Маргулис) 03:00
3. Вверх 05:29
4. Место, где свет 04:27
5. Крылья и небо (А. Державин — С. Костров) 06:13
6. Меня заказали 02:10
7. Не надо так (Е. Маргулис) 03:05
8. Оставь меня (А. Кутиков — А. Макаревич) 04:18
9. Мы расходимся по домам 03:48
10. Рыбак рыбака 02:19
11. Звёзды не ездят в метро 06:40

## Список композиций сингла «Звёзды не ездят в метро»
1. Звёзды не ездят в метро 06:40
2. Мы расходимся по домам 03:48
3. Оставь меня 04:18
4. Крылья и небо 06:13

## Описание композиций

#### Утренний ангел пустых бутылок
В первоначальном варианте песни, по свидетельству Кутикова, «был <...> „депресняк“», в конечной аранжировке это состояние было «осветлено». (Здесь и далее в этом разделе все цитаты взяты из источника:, за исключением оговоренных случаев.)
В начале композиции звучит отрывок фонограммы баллады Александра Вертинского «Жёлтый ангел»: «И тогда с потухшей ёлки // Тихо спрыгнул жёлтый Ангел». Особое отношение к этой балладе демонстрируется тем фактом, что в 1996 г. Макаревич записал собственный вариант «Жёлтого ангела» для альбома «Песни, которые я люблю».
Макаревич о художественных образах песни: «... Было такое время: на балконе скапливалась гора [бутылок]. Обычно за зиму она росла. Потом <…> приход весны знаменовался тем, что бутылки переносились в ванную, мылись душем, укладывались в чемоданы и авоськи. И вдвоем-втроем шли, и устраивалась грандиозная пьянка по поводу сдачи бутылок».

#### Вверх
Кутиков о музыкальных предпочтениях, повлиявших на звук песни: «Я очень любил в своё время „Electric Light Orchestra“, я очень любил и люблю Джеффа Линна в период его работы с „The Traveling Wilburys“ и с Томом Петти в качестве продюсера. И вот этот звук, вот эта вот „прозрачность“ и надежда, которая существует вот в этом звуке, она меня всегда привлекала».
Макаревич об участии Владимира Преснякова в записи бэк-вокала песни: «... Я всегда знал, что он супер профессиональный вокалист. Но то, с какой он легкостью и скоростью, придя на студию, это все сделал — это бы потрясло даже американских продюсеров».

#### Место, где свет
По свидетельству участников группы, упор в песне сделан на текст. В процессе аранжировки в поисках «современного» звучания было подготовлено несколько вариантов песни, в одном из которых, по словам Державина, песню «утяжелили <…> до такого „рок-вальса“». Однако в итоге «пришли к тому, что она должна звучать прозрачно, естественно — так, как она звучит сейчас».

#### Крылья и небо
Является первой песней, написанной и исполненной Державиным. Впервые за долгое время с того периода, когда «Машина времени» вынужденно исполняла песни советских авторов, в репертуаре группы появилась песня на стихи соавтора Державина по творчеству «Сталкера» Сергея Кострова. По словам Державина, Макаревич «абсолютно адекватно» отнесся к идее использования для создания песни стихотворения не его сочинения.
Державин о песне: «С песней „Крылья и небо“ я совершил глупую ошибку, как теперь понимаю. Андрей [Макаревич] мне тогда, перед записью, предлагал немного отредактировать её текст, поскольку считал его слабоватым. Макар — очень дипломатичный человек, он мягко говорил: „Слушай, я понимаю, ты работал с Костровым много лет, тебе неудобно ему высказывать какие-то замечания, но надо бы слова в этой песне поправить...“. Я отказался, подчеркнув, что не хочу обидеть друга, нас столько связывает и т. п. Андрей не настаивал. „Ладно, — сказал, — хозяин-барин“. Но когда мы записали эту тему, и я, как бы со стороны на неё взглянул, то сразу почувствовал, ёлки-палки, Макар был прав, надо было его послушать и кое-что в тексте изменить».
Маргулис об истории создания песни: «11-го декабря, на дне рождения Андрея Вадимовича Макаревича, мы выпивали восхитительно. А числа, наверное, 10-го декабря, делая то же самое, но вдвоем с Андреем Владимировичем Державиным, Андрюха мне показал этот трек дома у себя. Я говорю: „Какая восхитительная музычка! Набурчи мне“. Он мне набурчал какие-то приблизительные слова, какой-то мотив. Я говорю: „Завтра на пьянке, ты нам и покажешь. Готовься к прослушиванию“. Вот, мы выпили, я говорю: „Вот у нашего мальчика в загашнике есть замечательнейшая совершенно композиция. Ну-ка ставь“. И он поставил, и все офигели! Вот так вот Андрей своим творчеством вошёл в нашу жизнь».

#### Меня заказали
Макаревич о предыстории песни: «Я думаю, что любой музыкант меня поймет, ему переводить ничего не надо будет. Часто случается, иногда случается, и у любого когда-то случалось так, что ты оказываешься в ситуации, которая, мягко сказать, для тебя не очень комфортная. Но ты должен работать, потому что тебя пригласили, тебе должны заплатить за это деньги. Поэтому ты должен делать хорошую мину, улыбаться и утешать себя тем, что раз тебя пригласили, значит они не равнодушны к твоей музыке, значит они тебя любят, и ты обязан сделать им праздник. Когда-то в молодости „Машина времени“ играла на свадьбах, потому что мы копили деньги на аппарат. А больше и негде было. <...> Это было очень тяжело, я помню отлично. Но сейчас тоже бывает, что ты не всегда знаешь. Тебя приглашают в какой-нибудь дорогой клуб с концертом. Приезжаешь, выясняется: условно у нас называется „День рождения Гиви“, вот. И уже сделать ничего нельзя, ты уже приехал. Вот эта песенка про это как раз».

#### Не надо так
Одна из двух песен в альбоме, написанных Маргулисом в стиле ритм-энд-блюз. Фактически в первоначально записанном варианте попала на пластинку, подвергшись минимальной аранжировке. Сведение песни выполнено Кутиковым в стилистике звучания Kэба Мо (псевдоним известного американского блюзмена-мультиинструменталиста Кевина Мура).

#### Оставь меня
Сочинена и записана за короткий промежуток времени, когда часть песен для будущего альбома уже была подготовлена. Для достижения некоторой гармоничности звучания всего альбома Кутиков, по просьбе Макаревича, написал «жизнерадостную» и «простую» мелодию.
Макаревич об истории создания текста песни: «... Довольно часто бывает, что Саша [Кутиков] приносит какую-то жизнерадостную, энергичную, явно хитовую мелодию — я в ужасе понимаю, что я ничего не могу с ней сделать. Потому что в каждой мелодии слова уже зашифрованы, их надо просто найти, отмыть. И вот я понимаю, что, ну, не настолько я универсальный автор. Нет там моих слов. А с этой штукой получилось, причем довольно легко. Вроде, я не очень долго и мучался».
Маргулис о песне: «Разухабистая... Разойдись плечо, размахнись рука! Кутиков, в общем! И все тут».

#### Мы расходимся по домам
Сочинена «почти в один день» вместе с песней «Место, где свет» в период нахождения Макаревича на дайвинг-экскурсии.
Державин о предыстории песни: «[В 2000 г.] в очередной раз после концерта сразу мы убежали за кулисы, и когда мы вошли в гримерку, [Макаревич] сказал: „Вот, — говорит, — оставляя цветы на сцене, мы опять расходимся по домам. И, видимо, так у него эта строчка родилась“».
Маргулис о песне: «... Там тоже решать толком ничего не пришлось, потому что Джеймс Тейлор — он и есть Джеймс Тейлор. В духе Джеймса Тейлора там сделано».
Макаревич о песне: «Многие её расценят как „Он был старше её–2“. Продолжение истории. Я не буду их осуждать. Пусть они её так и расценивают. На самом деле, просто, по-моему, лирическая красивая песенка».

#### Рыбак рыбака
Сочинена во время рыбалки на реке Катунь летом 1999 г.
Кутиков об истории создания песни: «Тяжелые четыре дня в Катуни <...> И в один из дней [Макаревич] сказал: „Тема-то какая… Рыбак — рыбака“. И буквально через день [Макаревич] принес два уже написанных куплета».
По свидетельству Маргулиса, один из риффов мелодии песни написан им самим по просьбе Макаревича. В качестве автора музыки песни в альбоме указан Макаревич.

#### Звёзды не ездят в метро
«Звёзды не ездят в метро“ писалась долго. Причем сначала долго делались стихи, а потом долго делалась музыка». Текст песни сочинен Макаревичем на основе одного куплета, ранее написанного Маргулисом.
Маргулис об истории создания песни: «Придумал название я. У меня был другой стишок <...> был написан один куплет, ну такой, наглый достаточно. „Андрюха, посмотри, может из этого что-то можно будет сделать?“ Он написал свою историю. Ну и Бог с ним! В конце концов потому что как бы ему так видней. И мне спокойней — писать не надо».
Была аранжирована многократно, в частности музыканты пробовали сыграть песню в «битловском» стиле, в стиле босса-новы. В итоге «все, что от неё осталось — это гармония, мелодия и слова». Конечную аранжировку песни Макаревич назвал «психоделическим вариантом».
Макаревич о песне: «Я не поеду в метро, потому что это не комфортно. Не люблю, когда меня беспардонно узнают, начинают хватать за рукав, дышать в лицо, держать за пуговицу. Мне это просто неприятно». Тем не менее, в московской подземке он ездил.
Кутиков о песне: «Мне кажется, во всех этих песнях [на альбоме] есть некое сожаление. Может быть, оно не прописано, но оно, наверняка, присутствует <...> Думаю, что люди почувствуют, что там, скорее, сожаление о том, что человек известный, получая эту известность, тем не менее очень многое теряет. Теряет естественность жизни».
Наиболее известным кавером на песню является версия группы «Бумбокс», записанная в 2009 году для альбома-трибьюта «Машинопись».

## Критика и достижения
Критиками, журналистами и самим музыкальным сообществом альбом был оценен положительно.
Рецензия в газете «Стрела» (2001. Окт. № 38):
«... Стоит поклонникам группы услышать материал с диска, и их удивлению не будет предела. Поскольку альбом «Место, где свет», над которым музыканты трудились весь год, поражает не только совершенно новым подходом к звуку, но и большим количеством солистов... В общем контексте гитарно-сэмплерного звучания «Машины времени» голос Державина, подкрепленный затейливым текстом, воспринимается как нечто весьма органичное».
Рецензия на сайте «MUSIC@» musica.nm.ru:
«... «Место, где свет» — своеобразный симбиоз классики и эксперимента. Классикой уже стали голоса Макаревича, Маргулиса, Кутикова. Эксперимент пришёл в лице клавишника Андрея Державина».
Михаил Козырев в эфире телепрограммы «Земля-Воздух» (ТВ6. 2001. 30 дек.):
«Мне кажется, что для группы, которая существует на сцене такой фантастический для творческих людей срок, они записали потрясающий альбом. Я <...> услышав его, не поверил, что на определенном каком-то витке спирали группа может, с одной стороны, сохранить мудрость, которая вот с этими прожитыми годами возникла, и при этом достичь такой свежести, ощущения свежести <...> Я вдруг обнаружил, что эта струя свежести пришла как раз с Андреем Державиным».
Рецензия в «Новой газете» (2002. 15 апр. № 27):
«Машина времени», ранее не делавшая ставку на «энергетику», на последнем альбоме «Место, где свет» задействовала экстремальную электронику Андрея Державина. На первой песне альбома «Утренний ангел пустых бутылок» внушительный рев синтезаторов вырастает из рояльных пассажей «Жёлтого ангела». Понятное дело, эту злостную вещь на радио предпочитают не ставить. Крутят в основном безысходную балладу «Звезды не ездят в метро», вырезав из неё мощные инструментальные интро и коду, которые имитируют шумы проносящейся через тоннель электрички».
Борис Гребенщиков в чате на сайте blissrecords (2002. 17 янв.):
«Место, где свет» — милейший альбом».
Рецензия на сайте «Наш НеФормат» nneformat.ru:
«Мудрость — достаточно редкое качество на рок-сцене, чтобы не обратить на неё внимание. А если сюда добавить ещё и обезоруживающую самоиронию («Меня заказали»), то впечатление создается самое положительное. Даже поставленная заключительной «Звезды не ездят в метро» начинает выглядеть по иному — логически обоснованно и вполне концептуально».
Рецензия в газете «Московский комсомолец»  (2002. 17 янв.):
«... «Машина времени» записала новый альбом «Место, где свет», который то ли с перепугу, то ли по наитию случайного творческого озарения нашпиговала звуками, совершенно нехарактерными для этого зрелого рок-лейбла. То же самое, как если бы вы купили классическую колу, а она на вкус оказалась вдруг похожей на энергетическую карамельную шипучку. Че к чему? — чесали бы вы репу. И постарались бы тщательно изучить этикетку с расшифровкой ингредиентов столь нестандартного продукта. В ингредиентах «новой», стало быть, «Машины времени» можно обнаружить весьма насыщенный букет из традиционных рецептов и совершенно экзотических добавок. В первой (традиционной) группе присутствуют: неизлечимый меланхоличный мелодизм и харизматичные вокальные тембры Макаревича-Кутикова — те самые «основы основ», которые вот уже четверть века ассоциируются в массовом сознании с понятием «Машина времени». Во второй группе — экзотических приправ (никуда, понимаешь, не деться от терминологии «Смака») — обнаруживаются всяческие занятные неожиданности как пряного, так и достаточно острого посола. Прежде всего, это — компьютерные лупы абсолютно нехарактерного для «MB» звукового толка с кваканьем, бульканьем, жужжанием, уханьем и громыханием; неожиданно жесткие местами гитары и мясистые барабаны, заставляющие вздрагивать и вспоминать зачем-то чуть ли не «Prodigy» с «Rammstein»; и совершенно ангельский — что тоже, кстати, заставляет вздрагивать — голосок Андрея Державина, нынешнего клавишника «Машины времени», а в прошлой жизни поп-идола, исполнявшего шлягеры-нетленки «Не плачь, Алиса» и «Давайте выпьем, Наташа, сухого вина». Отдельный вопрос к лирике <...> С одной стороны, вроде бы в наличии всегда присущая Макаревичу со товарищи мечтательная философская отрешенность, а с другой — столь похвальная возвышенность окончательно застряла в узкоколейке любовных страданий и эротических переживаний. Любовно-морковная трясина засосала «MB» по самые помидоры. Безоглядно волочиться за юбками — прерогатива ранней юности. Зрелости уместней гражданская осмысленность и социально активная позитивность. У «Машинистов» все случилось наоборот... Хотя всё мило и изысканно».
Роман Ягупов («Zdob și Zdub») в интервью openmusic.ru:
«Очень понравился последний альбом «Машины времени» «Место, где свет». Очень классный современный саунд».
Рецензия на сайте фестиваля «Крылья»:
«Музыкальная критика в своей массе пришла к выводу, что это действительно авангардная работа группы. «Место, где свет» полифоничен, местами — симфоничен, а главное — совершенно непривычен для уха, «натасканного» на традиционный саунд «Машины времени».
Отвечая на вопрос о том, есть ли «нечто революционное» в альбоме «Место, где свет», музыкальный критик Артемий Троицкий ответил, что «это так же вероятно, как порнофильм с телепузиками».
Музыкальный материал альбома являлся объектом научных исследований.
Ю. Шигарева в статье «Особенности циклизации в альбоме «Машины времени» «Место, где свет»:
«В основе композиции альбома — единство времени: один день лирического героя. Его утро обрисовано в первой песне («я просыпаюсь / в сумерках буднего дня»), днем («сегодня к обеду») ждут его выступления в «торжественном зале» («Меня заказали»), после вечернего концерта, «забывая цветы на сцене», музыканты «расходятся по домам», а в последней песне «время — ночь». Однако главным принципом построения альбома все же оказывается не время или пространство, а «логика духовного движения личности». В альбоме 11 песен, объединенных образом лирического героя. Разочарованный, он стоит на пороге нового понимания мира и своего места в нём».
По итогам 2001 года альбом «Место, где свет» стал один из самых хитовых отечественных релизов.
Портал PESNI.RU объявил его лучшим альбомом года, песня «Меня заказали» была включена в десятку лучших песен года.
Альбом выиграл опрос на звание «Лучший альбом «Машины времени», на одном из популярных неофициальных сайтов группы.
Песня «Место, где свет», по версии хит-парада «Чартова дюжина» радиостанции «Наше радио», заняла третье место в перечне лучших песен десятилетия 1998—2008 гг. (номинация «Выбор НАШЕго»).

## Участники записи
«Машина времени»:
- Андрей Макаревич — основной вокал, основная гитара, укулеле;
- Александр Кутиков — вокал, бас-гитара;
- Евгений Маргулис — гитары, вокал;
- Андрей Державин — клавишные аранжировки, фортепиано и синтезаторы, вокал;
- Валерий Ефремов — ударные.

Приглашенные музыканты:
- Михаил Клягин — гитара;
- Леонид Хайкин — барабаны;
- Евгения Теджетова — бэк-вокал;
- Рушан Аюпов — аккордеон;
- Дмитрий Четвергов — гитара;
- Николай Ксенофонтов — перкуссия;
- Владимир Пресняков мл. — бэк-вокал (3).

## Выходные данные
- Запись — студия «Полифон», 2001 г. и домашняя студия Андрея Державина;
- Продюсер альбома: А. Кутиков;
- Звукорежиссёр: С. Оганесян;
- Сведение: А. Кутиков;
- Мастеринг: А. Бармаков;
- Фото: М. Королев;
- Дизайн: В. Гаврилов, П. Семенов (ВГDESIGN).
- На обложке диска в названии альбома и в названии одноименной композиции отсутствует запятая — «Место где свет».
- Андрей Державин помогал на всех этапах как создания так и записи альбома, используя по полной не только свою домашнюю студию, но и все свои познания в области современных музыкальных технологий какие были доступны.